# Trio (альбом)
Trio — совместный кантри-альбом американских певиц Долли Партон, Линды Ронстадт и Эммилу Харрис, изданный в 1987 году лейблом Warner Bros. Records. Проект развился из дружбы артисток, которые ещё с середины 1970-х пели вместе в свободное время ради удовольствия и появлялись в качестве гостей друг у друга на пластинках. Сама по себе коллаборация троицы в рамках этого и двух последующих лонгплеев иногда позиционируется прессой как супергруппа (неформально исполнительницы также известны как The Queenston Trio).
Первую попытку записать совместный альбом солистки предприняли в 1978 году, но тогда работу пришлось свернуть из-за жёстких временных ограничений, стилистических разногласий с продюсером и сильного давления на процесс со стороны рекорд-лейблов артисток. В 1986-м проект был начат с чистого листа, став творческими и организационным вызовом для певиц, имевших к тому моменту совершенно разные карьеры, музыкальный стиль, аудитории, имидж, а также переживавших не самые стабильные периоды в коммерческом плане. Кроме того, пластинка следовала в эстетике традиционного кантри и потому ей пришлось конкурировать с лонгплеями крайне популярных в 1980-е годы молодых неотрадиционалистов.
Диск стал платиновым в США за первые пять месяцев, а его мировые продажи превысили 4 млн копий. Возглавив чарт Top Country Albums, он поднялся до строчки № 6 в Billboard 200. Сингл «To Know Him Is to Love Him» достиг вершины Hot Country Songs, а «Telling Me Lies», «Those Memories of You» и «Wildflowers» вошли в Топ-10. Релиз получил премию «Грэмми» в категории «Лучшее кантри-исполнение дуэтом или группой с вокалом» (уступив награду «Альбом года» пластинке The Joshua Tree группы U2), а также CMA Awards как «Вокальное событие года» и ACM Awards в номинации «Альбом года». На треки «To Know Him Is to Love Him» и «Those Memories of You» вышли видеоклипы (первый из них снял Джордж Лукас).
Проект получил в основном позитивные оценки критиков, а с годами завоевал признание как один из наиболее значимых лонгплеев в современной истории музыки кантри. В 2021-м он был включён в Зал славы премии «Грэмми». Диск имеет два продолжения: Trio II (1999) и The Complete Trio Collection (2016). В последнее вошли альбомы Trio и Trio II целиком, а также 20 неизданных ранее композиций и альтернативных версий старых песен. Из-за насыщенных сольных карьер и принадлежности к разным рекорд-лейблам певицы никогда не гастролировали как трио, выступая вместе лишь на ТВ и церемониях награждения. Их новые коллаборации маловероятны, поскольку Ронстадт больше не может петь из-за Болезни Паркинсона.

## Предыстория

### Знакомство
Долли Партон и Линда Ронстадт впервые мельком пересеклись в 1971 году в Нэшвилле, за кулисами Ryman Auditorium, служившего концертной площадкой для кантри-радиопередачи Grand Ole Opry. На тот момент в здании также проходили съёмки телепрограммы The Johnny Cash Show, в которых участвовала и Ронстадт. В один из свободных от съёмок вечеров сын Эрла Скраггса, гитарист Рэнди Скраггс, пригласил её посетить одно из представлений Grand Ole Opry, где певиц и представили друг другу. Как вспоминала Ронстадт, она тогда высказала Партон своё восхищение её песней «Jolene», равно как и большой пышной юбкой, которую носила артистка. Партон же в ответ самоиронично заметила, что несмотря на подобную манеру одеваться, не стоит воспринимать её как глупую деревенскую девчонку.
В 1973 году, выступая в Хьюстоне во время совместных гастролей с Нилом Янгом, Ронстадт узнала, что в городе также находится Грэм Парсонс вместе со своей дуэт-партнёршей Эммилу Харрис, и решила посетить их концерт в клубе Liberty Hall. Ранее познакомиться с Харрис ей рекомендовал Крис Хиллман, заверив, что у исполнительниц много общего в музыкальном плане и они наверняка подружатся. Хиллман оказался прав, и вечер закончился импровизированным совместным выступлением Ронстадт, Харрис, Парсонса и Янга на сцене Liberty Hall. Завязавшуюся между артистками дружбу дополнительно скрепил тот факт, что любимой певицей обеих оказалась Партон.
После смерти Парсонса от передозировки наркотиков, Харрис некоторое время жила в квартире у Ронстадт в Лос-Анджелесе, и в данный период они среди прочего вместе выступали в модном локальном клубе Roxy Theatre. В дальнейшем Харрис записала в ронстадовском альбоме Heart Like a Wheel (1974) вокальные гармонии для трека «I Can’t Help It (If I’m Still In Love with You)», достигшего строчки № 2 чарте Hot Country Songs, а Ронстадт исполнила аналогичную партию в песне «Queen of the Silver Dollar» на дебютном лонгплее Харрис Pieces of the Sky (1975). Кроме того, на своей первой пластинке Харрис спела композицию «Coat of Many Colors», сочинённую Партон, и на этой почве менеджмент певиц устроил им встречу в Нэшвилле. Так и состоялось их знакомство (согласно Харрис, записывая партоновский номер, она надеялась на подобный исход).
По словам Партон, до встречи с Ронстадт и Харрис она даже не подозревала, что они её знают и ценят, но ей самой нравились их записи. Однако, по признанию певицы, сперва она беспокоилась, что новые подруги будут посмеиваться над ней из-за её специфического внешнего вида — кричащих стразовых нарядов, блондинистых париков с начёсом, пятидюймовых каблуков и толстого слоя макияжа — но эти опасения не подтвердились. В том же 1975 году Ронстадт записала песню Партон «I Will Always Love You» в своём альбоме Prisoner In Disguise, а Харрис на том же диске подпевала ей в треке «The Sweetest Gift (A Mother’s Smile)», ставшем хитом Топ-10 в Hot Country Songs. Следом Ронстадт в качестве приглашённой вокалистки отметилась в номере «'Til I Gain Control Again» на харрисовском лонгплее Elite Hotel (1975).

### Появление трио
Совместный проект Партон, Ронстадт и Харрис возник из неформальных посиделок певиц. Познакомившись по отдельности, артистки стали дружить втроём после того, как впервые собрались вместе дома у Харрис в Лос-Анджелесе. Это случилось в 1975 году и тогда же они первый раз спели в формате трио. В тот вечер Партон приехала в гости к Харрис, а та позвонила Ронстадт и предложила присоединиться. Начало трио было положено исполнением песен классиков кантри: The Louvin Brothers и The Carter Family. Поражённые слитным звучанием своих голосов, вокалистки решили, что должны запечатлеть его в совместном альбоме. В ходе тех же посиделок солистки исполнили вместе рождественскую песню «Light of the Stable». «Она звучала здорово, и я спросила остальных: „Если я решу её записать, вы споёте её со мной в студии?“ И они обе сказали, что да. Так что с этого вроде как всё естественным образом и началось», — заключила Харрис. В результате первой коллаборацией троицы стал рождественский сингл Харрис «Light of the Stable» (1975), на котором с ними также спел Нил Янг.
В 1976 году певицы впервые появились на публике как трио — Партон выделила для этого целый выпуск своего телешоу Dolly!, пригласив Харрис и Ронстадт как гостей. Плюс к своим сольным номерам, они спели вместе композицию Партон «Applejack», народную «Bury Me Beneath the Willow» и свежий хит Ронстадт «Silver Threads and Golden Needles». Кульминацией выпуска послужило совместное исполнение песни «The Sweetest Gift» под аккомпанемент акустической гитары Харрис и фортепиано. Как поясняет историк кантри Роберт Оерманн, эпизод с участием Ронстадт и Харрис разительно отличался от всех остальных выпусков Dolly! тем, что был почти сугубо музыкальным — без обычных наигранных подтруниваний и шуточек. Согласно Партон, её подруги отказались читать заготовленный текст по суфлёрным карточкам, поэтому многие действия и реплики в данном выпуске являлись спонтанным и не предусматривались сценарием (например, момент, когда Харрис, сидя в зале вместе с Ронстадт, бросает в Партон пригоршню поп-корна, а та в ответ комментирует: «А вот и яблочные сёстры — Сиди и Кори»).
Своему проекту певицы дали неформальное шуточное название The Queenston Trio, отсылавшее к ансамблю периода фолк-ривайвла The Kingston Trio. Оно и закрепилось за троицей в музыкальных кругах Нэшвилла. В дальнейшем артистки продолжали петь вместе ради удовольствия, когда выдавалось свободное время. Также они появлялись друг у друга на пластинках и записывали композиции друг друга. Так, в 1976 году Партон интерпретировала сочинённую Харрис песню «Boulder to Birmingham» в своём альбоме All I Can Do, а затем подпевала в треке «When I Stop Dreaming» на харрисовской пластинке Luxury Liner (1976). На следующий год Партон спела с Ронстадт номер «I Will Never Marry» на ронстадовском диске Simple Dreams, а Харрис исполнила для своего лонгплея Quarter Moon in a Ten Cent Town (1978) композицию авторства Партон «To Daddy», занявшую в итоге строчку № 3 в Hot Country Songs. В том же 1978 году трио приступило к записи совместного альбома.

### Сессии 1978 года
В начале 1978 года Харрис и Ронстадт прилетели из Лос-Анджелеса домой к Партон в Нэшвилл, где её мать готовила им свои фирменные блюда южной кухни, а певицы четыре дня подбирали песни для будущего совместного альбома, пробуя исполнять их сольно, дуэтами и трио. Позже они собрались в Лос-Анджелесе для записи. Процессом в своей мобильной студии Enactron Truck руководил муж и продюсер Харрис Брайан Ахерн, а инструментальную поддержку обеспечивали в основном музыканты её аккомпанирующей группы The Hot Band, в частности, Альберт Ли и Эмори Горди. Предварительно рекорд-лейблы Партон, Ронстадт и Харрис (RCA, Asylum и Warner Bros. Records соответственно) собрались на совещание, где своё право издавать грядущий лонгплей отстоял Asylum. О начале работы на проектом вышел пресс-релиз, однако затем сессии проходил в режиме строгой секретности. Информация о ходе процесса и трек-листе пластинки не разглашалась (тетрадь со списком песен и аранжировками повсюду носил с собой лично Ахерн), а приехавшие однажды вечером в студию гости — Вилли Нельсон и губернатор Калифорнии Джерри Браун — обнаружили повсюду вооружённую охрану. Единственный фотограф был допущен в здание без права продавать сделанные кадры.
Между тем тот факт, что солистки имели контракты с тремя разными рекорд-компаниями и менеджерами, сильно осложнял их работу. По мере того как в процесс всё больше вмешивались лейблы, юристы и прочие внешние советчики, проект зашёл в тупик. Так, например, выходило, что на запись артисткам отводилось всего 10 дней, хотя они привыкли работать над своими лонгплеями месяцами. Параллельно у исполнительниц возникли разногласия с продюсером: сами они хотели сделать поп-альбом, но Ахерн считал такой подход ошибкой и настаивал на акустическом звучании. В итоге после записи нескольких песен проект был заморожен — певицы пришли к выводу, что в условиях внешнего давления, оказываемого на процесс из-за их индивидуальных карьер, у них не получается сделать пластинку, стилистически отвечающую их ожиданиям. Как объясняла позже Партон, в работу оказалось вовлечено «слишком много вождей и недостаточно индейцев». «Поэтому мы втроём собрали пау-вау и подумали, почему бы нам не дождаться момента, когда мы сможем сделать всё как положено?», — объясняла она решение трио.
Как сообщали журналу Rolling Stone в 1978 году «источники, близкие к проекту», в ходе тех сессий трио записало 12 треков, которые даже отправили на сведение. По словам Ронстадт, у них на руках действительно был почти готовый альбом. При этом стилистически сделанные тогда дорожки сочетали элементы кантри, фолка и блюграсса (с налётом рок-н-ролла и аккомпанементом электрических инструментов). Некоторые из них затем появились на сольных релизах Харрис и Ронстадт: «Even Cowgirls Get the Blues» — на пластинке Харрис Blue Kentucky Girl (1979); «Evangeline» и «Mr. Sandman» — на её же лонгплее Evangeline (1981); «My Blue Tears» — на диске Ронстадт Get Closer (1982). Композиция «Palms of Victory» и вовсе впервые стала доступна слушателю спустя почти 30 лет — на харрисовском сборнике песен Songbird: Rare Tracks & Forgotten Gems (2007). После неудачной попытки выпуска альбома трио дало о себе знать в сентябре 1979 года на одном из концертов Партон в Лос-Анджелесе — к удивлению публики Харрис и Ронстадт поднялись на сцену Universal Amphitheatre из зала и исполнили с Партон два заключительных номера — «Even Cowgirls Get the Blues» и «The Sweetest Gift». Также пение троих артисток можно было услышать на лонгплеях Харрис Roses in the Snow (1980) и The Ballad of Sally Rose (1985).

## Об альбоме

### Возрождение и контекст проекта
Осенью 1985 года жившая в Калифорнии Ронстадт позвонила Харрис в Нэшвилл, поинтересовавшись нет ли у той желания возобновить их трио-проект с Партон, начатый и приостановленный ещё семь лет назад. Получив утвердительный ответ, Ронстадт попросила Харрис узнать мнение Партон, которая обитала там же в столице кантри, и после серии телефонных разговоров коллаборация трёх артисток была возобновлёна. Причину столь длительной консервации проекта Харрис объясняла следующим образом: «Я думаю, мы немного стеснялись снова собираться вместе, потому что не хотели ещё одной неудачной попытки». В конечном счёте в начале 1986 года Ронстадт, Партон и Харрис приступили к работе в студии над совместным альбомом, получившим название Trio.
Изначально все три кантри-певицы имели разные музыкальные корни: Партон — в народной музыке Аппалачи; Харрис — в фолке; Ронстадт — в калифорнийской рок-сцене. После первой попытки записать лонгплей в 1978 году, карьеры артисток также взяли совершенно разные направления. Добившись успеха в поп-роке, Ронстад обратилась к музыкальному театру и поп-стандартам дорок-н-ролльной эпохи; Партон, как и многие её современники в музыке кантри, перешла к броской поп-стилистике; Харрис продолжила движение в блюграсс-ориентированном ключе. Помимо совсем непохожих карьер, у вокалисток были и разные рекорд-лейблы, что тоже крайне затрудняло сотрудничество. Плюс к 1987 году исполнительницы стали сольными суперзвёздами и рисковали попросту не ужиться в рамках одного проекта.
Экономически ситуация также не была простой: Харрис, несмотря на стабильную карьеру, никогда не имела заоблачных продаж; поп-альбомы Партон расходились хуже, чем её кантри-работы; Ронстадт провела 1980-е экспериментируя с жанрами и в основном вне Топ-10. В целом проект являлся нетипичным для всех троих: слишком кантрюшным для Ронстадт, слишком коммерческим для хипповой Харрис и слишком некоммерческим для Партон. Объединение же звёзд в супергруппы вроде The Highwaymen обычно считалось признаком стагнации их индивидуальных карьер. Однако рекорд-лейблы певиц увидели в коллаборации редкую маркетинговую возможность представить Партон рок-слушателю, вернуть Ронстадт внимание кантри-аудитории и повысить привлекательность Харрис в обоих сегментах.
Вместе с тем традиционный кантри-лонгплей, который решили записать артистки, мог бы оригинально смотреться на фоне гладких поп-аранжировок, доминировавших в жанре в 1970-е годы. Однако за прошедшие после первых рекорд-сессий трио 10 лет консервативное кантри-звучание, напротив, стало мейнстримом. В итоге эту нишу теперь занимали молодые неотрадиционалисты вроде The Judds, хотя раскачать данный тренд ранее помогла Харрис и музыкант её аккомпанирующей группы The Hot Band Рики Скэггс в блюграсс-альбоме Roses in the Snow (1980)). Тем не менее для Партон и Ронстадт коллаборация с Харрис служила хорошей возможностью отойти от поп-стилистики своих работ того времени, и вернуться к более аутентичному звучанию, свойственному ранним этапам их карьер.
Уже запущенный процесс записи пластинки сопровождался трудностями: на Партон давил её изнурительный график работы в Голливуде, Ронстадт слегла на две недели с больной спиной, а Харрис после развода с Брайаном Ахерном участвовала в судах о разделе опеки над их дочерью Меганн. Последнее обстоятельство внезапно потребовало присутствия певицы в Лос-Анджелесе, куда в результате пришлось перенести рекорд-сессии альбома, изначально запланированные в Нэшвилле. Наконец, в 1987 году все трое выпустили ещё и по сольной пластинке: Партон — Rainbow; Ронстадт — Canciones de Mi Padre; Харрис — Angel Band.

### Стиль, материал и продакшн
Работа над альбомом стартовала в январе 1986 года в студии The Complex (Лос-Анджелес), где проходила до ноября под руководством продюсера Джордж Массенберга. Дополнительные записи делались в Woodland Studios (Нэшвилл) и Ocean Way Recording (Голливуд). Процесс протекал без медийной огласки и шумихи. Поскольку вокалистки и музыканты записывались «живьём», студия серьёзно охранялась, а наблюдать за ходом дела мог лишь ближний круг артисток — подружки Партон, Джордж Лукас (бойфренд Ронстадт), муж Харрис Пола Кеннерли. Подход к работе сильно отличался от сессий 1978 года. Согласно Массенбергу, певицы теперь обрели полный контроль над своими жизнями и карьерами, не терпели былых представлений о своём месте в музыке и мире и сами руководили всем происходящим в студии. «Это была запись девчонок», — констатировал продюсер. По словам Ронстадт, в этот раз они действительно контролировали и решали всё сами — никто им не мешал и не стоял над душой. «Мы делали ровно то, что запланировали, когда втроём сидели в гостиной Долли и пели с накрученными на волосы бигудями», — заключила она. Не обходилось и без юмора: однажды солистки пришли в студию в париках Тины Тёрнер с розовыми кассетными плеерами на перевес. Производственный цикл альбома в конечном счёте удалось завершить за 11 месяцев. Выпуском проекта занялся лейбл Харрис — Warner Bros. Records.
Хотя десятилетием ранее Партон, Харрис и Ронстадт воспротивилось идее своего тогдашнего продюсера Брайана Ахерна записать скромный акустический проект, именно она возобладала при работе над Trio. Вместо масштабной и амбициозной поп-пластинки, артистки решили сделать лонгплей, отражающий то, что, как им казалось, у них выходило лучше всего: посиделки с очень простым пением, мелодичными композициями и акустическим аккомпанементом. В итоге проект получил старомодное, традиционное, акустическое звучание. Кроме традиционного кантри, в нём сочетались элементы госпела и блюграсса. Продюсировавший пластинку Джордж Массенберг, прежде работал с Ронстадт, рок-группой Little Feat и блюграсс-исполнителями Тони Райсом и командой The Seldom Scene. Один из основателей последней, гитарист и вокалист Джон Старлинг стал музыкальным руководителем пластинки. Помимо этого, в рекорд-сессиях Trio участвовали высококлассные инструменталисты как из Лос-Анджелеса, так и из Нэшвилла. Среди них были Альберт Ли, Рай Кудер, Марк О’Коннор и Дэвид Линдли.
Альбом демонстрировал как сольный, так и совместный вокал трёх артисток. В основе проекта лежало гармоническое пение, являвшееся столпом кантри и блюграсса с давних времён (однако, не считая The Carter Family и нескольких чисто женских коллективов, ранее эта традиция, как правило, была прерогативой мужских групп). Аранжировками вокальных гармоний занималась преимущественно Ронстадт. На записи главным образом использовался подход, когда начинала петь одна исполнительница, а другие затем присоединялись к ней с гармониями. В процессе работы над пластинкой троица не хотела делить между собой, кому достанется та или иная партия, и возложила эту задачу на мультиинструменталиста и вокалиста Херба Педерсена. Тот на основе уже готовых аранжировок распределял партии в зависимости от характера композиции, тональности, а также вокального диапазона и прочих индивидуальных особенностей артисток.
Вместе с тем аутентичность проекту, по убеждению Ронстадт и Харрис, обеспечивало пение Партон. Родившись в большой и бедной фермерской семье в горах Аппалачи, она была естественным носителем музыкальных традиций, доминировавших в альбоме, тогда как городские Харрис и Ронстадт приобщились к ним лишь благодаря радиопередачам, которые слушали подростками в эпоху фолк-ривайвла. «Долли — это подлинник. Она жила такой жизнью. Она выползла из своей колыбели, напевая эту музыку», — объясняла Ронстадт, попутно называя Партон пульсом трио. Харрис же отмечала, что Партон, будучи их с Ронстадт любимой певицей, олицетворяла всё лучшее в женской традиционной музыке. «Голос Долли — это в некотором роде точка фокуса данной пластинки», — заключала она.
Трек-лист лонгплея при этом был совершенно новым — записи, сделанные в ходе сессий 1978 года, в него не попали. Подбором материала для Trio в основном занималась Харрис. В текстах песен превалировали темы утраты и разбитого сердца, а по своему происхождению композиции отличались разноплановостью. Так, на пластинке среди прочего фигурировала классика кантри («Hobo’s Meditation» Джимми Роджерса), песни авторства Партон («Wildflowers» и «The Pain of Loving You») и народные баллады («Rosewood Casket» и «Farther Along»). Их дополняли современные баллады, сочинённые Кейт Макгерригл («I’ve Had Enough») и Линдой Томпсон («Telling Me Lies»), а также адаптированный под кантри поп-шлягер 1950-х годов «To Know Him Is to Love Him», написанный Филом Спектором. Согласно Ронстадт, альбом должен был звучать так, словно артистки жили в период с 1907 по 1987 год и всё это время пели.
Несколько записанных для Trio треков в альбом однако не вошли. Это пара акапельных номеров «Grey Funnel Line» и «Calling My Children Home»; госпел «You Don’t Knock» The Staple Singers; «Are You Tired Of Me» The Carter Family; ирландская колыбельная «In a Deep Sleep», а также «Where Will the Words Come From» авторства Глена Хардина — пианиста, игравшего с Элвисом Пресли, Грэмом Парсонсом и Харрис. Все они затем вышли на сборнике The Complete Trio Collection (2016).

### Релиз и продвижение
В октябре 1986 года троица устроила небольшое превью грядущего лонгплея, выступив с песней «My Dear Companion» на церемонии CMA Awards. Проект Trio в конечном счёте вышел 2 марта 1987 года на лейбле Warner Bros. Records. Пластинка 84 недели держалась в чарте Top Country Albums (из них пять — на строчке № 1) и 48 недель в Billboard 200, где достигла позиции № 6. Последнее стало заметным достижением — так высоко в Billboard 200 кантри-релиз поднялся впервые со времён альбома Кенни Роджерса Eyes That See in the Dark (1983). Вместе с тем для Харрис и Партон новый проект оказался их первым диском, вошедшим в Топ-10 Billboard 200, тогда как для Ронстадт — уже девятым. Из-за разницы в условиях контрактов артисток с их лейблами, Trio также был первым кантри-альбомом подававшимся по завышенной (по сравнению со стандартной) цене пластинки в $9,98. В США лонгплей стал платиновым за первые пять месяцев после релиза. Его суммарные мировые продажи превысили 4 млн копий. При этом для Харрис данный диск остаётся самым коммерчески успешным в карьере.
Хотя проект в основном опирался на традиционный кантри, первым синглом в его поддержку стала поп-классика Фила Спектора «To Know Him Is to Love Him». Этот единственный коммерчески выверенный трек в альбоме должен был понравиться радиостанциям, охотно крутившим ретро-шлягеры. Одновременно Джордж Лукас снял на потенциальный хит видеоклип. Сингл в результате попал в чарты быстрее, чем любой другой в тогдашней истории Warner Bros. Nashville (уже через шесть дней после релиза он дебютировал на строчке № 48 в кантри-хит-параде журнала Radio & Records). Затем песня возглавила чарт Hot Country Songs, а следующие три сингла («Telling Me Lies», «Those Memories of You» и «Wildflowers») вошли в Топ-10. Таким образом для Ронстадт по степени успешности синглов в чартах Trio оказался самым удачным лонгплеем в карьере. В то же время «Telling Me Lies» отметился тем, что стал первым кантри-синглом, выпущенным лейблом Warner Bros. на CD.
Помимо высоких продаж, альбом получил хорошие отзывы критиков и пристальное медийное внимание. После релиза Trio одной из главных сложностей оказалось согласование графиков Партон, Ронстадт и Харрис таким образом, чтобы певицы смогли продвигать свою работу вместе. В итоге они рекламировали пластинку крайне активно, появившись, среди прочего в большом эпизоде The Tonight Show Джонни Карсона 13 марта 1987 года. В ходе последнего, артистки много общались с ведущим и получили возможность исполнить в эфире сразу три песни: «To Know Him Is to Love Him», «Those Memories of You» и «Hobo’s Meditation». В тот же день громкое интервью с трио вышло в газете Los Angeles Times. В дальнейшем вокалистки появлялись в телешоу Entertainment Tonight, Today, Hollywood Insider и Solid Gold, а также в собственной программе Партон Dolly. Кроме того, первоначально рассматривался вариант, что в мае 1987 года трио начнёт гастролировать с концертами в поддержку лонгплея. Тем не менее из-за своих активных сольных карьер певицы так и не смогли отправиться в совместный тур — ни тогда, ни когда-либо в будущем.

### Визуальное оформление
На обложке конверта пластинки из-за сдвинутого вправо занавеса показывалась фотография Партон, Ронстадт и Харрис в образе стразовых ковбойш, стоящих облокотившись на изгородь на фоне типичного пейзажа из фильма-вестерна. Наряды специально для фотосессии вокалисткам сшил портной Мануэль Куэвас. Ронстадт получила чёрные юбку и топ с бахромой; Партон — красную юбку с бахромой и топ под стать; а Харрис — чёрные джинсы и футболку с розовым жакетом. Все три костюма украшала вышивка с изображением роз. Цветы шли каскадом через плечи и грудь Партон, опоясывали юбку и огибали полукругом верхнюю часть груди Ронстадт, усеивали плечи и грудь Харрис. Среди них были как белые, так и бледно-розовые или алые, на разных стадиях цветения: от бутонов до полностью распустившихся.
Как отмечает культуролог Сесилия Тиши, тема роз (диких) — ключевая как для альбома, так и для идентичности самих артисток, и вытекает из представленной на пластинке песни Партон «Wildflowers». Композиция говорит о нонконформизме, исходе, индивидуальности и свободе через метафору трёх своенравных цветков, которые, не желая теряться и вянуть в море других, покидают родные холмы, луга и сады, чтобы расти сами по себе, как и где хотят. Такими самобытными дикими цветами на Диком Западе, согласно Тиши, и предстают певицы на обложке пластинки. «Долли однажды заглянула на чай, когда была в Лос-Анджелесе, и вдруг сообщила, что пишет песню о трёх женщинах под названием „Wildflowers“, имея в виду нас троих — себя, меня и Линду», — подтверждала эту трактовку Харрис.
На оборотной стороне конверта пластинки находился чёрно-белый снимок троицы в кружевных платьях, в духе тех, что носили на рубеже XIX—XX веков. Этот винтажный антураж возник с подачи Ронстадт и обыгрывал консерватизм представленного на лонгплее материала. Кроме того, по словам последней, фото в платьях одинакового викторианского стиля подчёркивало общность артисток, потому как являясь и так внешне очень разными, они не хотели выглядеть как совсем чуждые друг другу люди. Наконец, вкладыш альбома украшали контурные рисунки, представлявшие Партон, Харрис и Ронстадт в виде бумажных кукол. Готовые к вырезанию, они изображали вокалисток в нижнем белье, поэтому к каждой прилагалось по два бумажных наряда (в стиле вестерн) с язычками для крепления.

## Видеоклипы
В поддержку альбома вышло два видеоклипа. Первый снят на сингл «To Know Him Is to Love Him» Джорджем Лукасом. По ходу ролика певицы сидят в гостиной возле камина (съёмки проходили в доме Ронстадт), шутят, смеются и нарезают валентинки для своих возлюбленных. В этом свете на столике перед артистками стоят фотографии Лукаса (бойфренда Ронстадт) и Пола Кеннерли (мужа и продюсера Харрис). Партон однако не желала обнародовать изображение своего супруга Карла Томаса Дина и поэтому вместо него символически был использован снимок отца Ронстадт, Гилберта, сделанный на выпускной церемонии в средней школе.
Второй клип, снятый Уайтом Коупманом, визуализирует песню «Those Memories of You». Видео выполнено в чёрно-белых тонах за исключением образов самих певиц, которые предстают в цвете. По сюжету ролика недавно овдовевший мужчина в исполнении Гарри Дина Стэнтона праздно слоняется по дому, кормит собаку, подметает пол, смотрит телевизор и укладывается спать, попутно предаваясь воспоминаниям.
| Год  | Название                     | Режиссёр     | Прим.  |
| ---- | ---------------------------- | ------------ | ------ |
| 1987 | «To Know Him Is to Love Him» | Джордж Лукас | [ 81 ] |
| 1987 | «Those Memories of You»      | Уайт Коупман | [ 85 ] |

## Сиквелы
В 1999 году вышло продолжение проекта — Trio II. Альбом был записан ещё в 1994, но ввиду организационных трудностей задержался на пять лет. Из-за своих плотных сольных графиков певицы снова не поехали в совместный тур и даже не смогли выделить время на фотосессии. В результате для оформления диска использовались их детские фото. В отличие от предшественника, лонгплей содержал в основном песни современных авторов, в частности, «Feels Like Home» Рэнди Ньюмана, «Do I Ever Cross Your Mind» Партон и «After the Gold Rush» Нила Янга. Последняя принесла трио премию «Грэмми» за «Лучшее совместное кантри-исполнение с вокалом». Сам диск достиг строчек № 4 в Top Country Albums и № 62 в Billboard 200. Однако ни один сингл с него не попал в чарты Billboard. В отличие от платинового Trio, по продажам альбом стал лишь золотым и спустя почти три года после релиза. Тем не менее релиз был хорошо принят критикой.
В 2016 году троица представила сборник The Complete Trio Collection. Он включал проекты Trio и Trio II полностью, а также отдельный диск с 20 неизданными ранее композициями и альтернативными вариантами уже знакомых песен. Среди неизданного были, например, «Waltz Across Texas Tonight» (авторства Харрис и Родни Кроуэлла) из сессий 1994 года и «Grey Funnel Line», «In a Deep Sleep» и «Pleasant as May» из сессий 1986 года. Релиз содержал и не вошедший в оригинальный Trio акапельный блюграсс-госпел «Calling My Children Home», все эти годы присутствовавший в сольном репертуаре Харрис, в частности, на её концертниках At the Ryman (1992) и Spyboy (1998). Между тем мировые продажи обоих проектов трио на тот момент превысили суммарно 5 млн копий. Появление полноценных сиквелов Trio и Trio II однако маловероятно — Ронстадт страдает Болезнью Паркинсона (о чём она объявила в 2013 году) и поэтому больше не может петь.

## Оценки

### Рецензии
| Оценки критиков                   | Оценки критиков                                                                                    |
| Источник                          | Оценка                                                                                             |
| --------------------------------- | -------------------------------------------------------------------------------------------------- |
| AllMusic                          | [ 90 ]                                                                                             |
| The Encyclopedia of Popular Music | [ 91 ]                                                                                             |
| MusicHound Country                | [ 92 ]                                                                                             |
| The Rolling Stone Album Guide     | [ 93 ]                                                                                             |
| Country on Compact Disc           | [ 94 ]                                                                                             |
| The Orlando Sentinel              | [ 40 ]                                                                                             |
| The Cincinnati Enquirer           | [ 95 ]                                                                                             |
| The Great Rock Discography        | [ 96 ]                                                                                             |
| The Gazette                       | [ 97 ]                                                                                             |
| Playboy                           | Роберт Кристгау: 8/10 Вик Гарбарини: 6/10 Нельсон Джордж: 6/10 Дэйв Марш: 4/10 Чарльз М. Янг: 7/10 |
| Christgau's Record Guide: The 80s | B+                                                                                                 |
| Stereo Review                     | Исполнение: скованное Запись: хорошая                                                              |
| Audio                             | Звук: A− Исполнение: A+                                                                            |
| Hi-Fi News & Record Review        | A:2                                                                                                |
| Pitchfork                         | 7,8/10                                                                                             |
| Zagat Survey Music Guide          | Общая: 25/30 Материал: 25/30 Исполнение: 27/30 Продакшн: 26/30                                     |
| The New York Times                | без рейтинга                                                                                       |
| Los Angeles Times                 | без рейтинга                                                                                       |
| The Washington Post               | без рейтинга                                                                                       |
| People                            | без рейтинга                                                                                       |
| Cash Box                          | без рейтинга                                                                                       |
| Billboard                         | без рейтинга                                                                                       |
| RPM                               | без рейтинга                                                                                       |
| Rolling Stone                     | без рейтинга                                                                                       |
| Musician                          | без рейтинга                                                                                       |
| Country Music                     | без рейтинга                                                                                       |
| Music Row                         | без рейтинга                                                                                       |
| High Fidelity                     | без рейтинга                                                                                       |
| Melody Maker                      | без рейтинга                                                                                       |
| Rip It Up                         | без рейтинга                                                                                       |
| Music Week                        | без рейтинга                                                                                       |
| Country Music Round Up            | без рейтинга                                                                                       |
| The Tennessean                    | без рейтинга                                                                                       |

Обозреватель портала AllMusic Марк Деминг, отметил, что все три вокалистки в альбоме демонстрируют очевидное родство душ и уважение к таланту друг друга, вдохновляя друг друга на превосходное исполнение. Однако в то время как певицы блистают в сольных партиях, самые приятные моменты лонгплея, по оценке критика — те, где троица сплавляет свои очень разные, но одинаково впечатляющие голоса воедино, создавая «нечто большее, чем просто сумму партий». Деминг похвалил подборку материала (для Партон и Ронстадт — лучшую за долгое время), а также «изысканный и интуитивный» аккомпанемент Рая Кудера, Дэвида Линдли и Альберта Ли, который при этом не перетягивает на себя внимание слушателя. В итоге, по мнению рецензента, Trio стоит в ряду лучших работ каждой из трёх артисток и является редким примером того, как звёздные коллаборации демонстрируют всех участников с самых лучших сторон.
Согласно Дэвиду Гейтсу из журнала Rolling Stone, проект обещал стать «самым душераздирающим трёхголосым гармоническим пением в музыке кантри со времён The Osborne Brothers», но результат не оправдал ожиданий. По наблюдению журналиста, когда солистки поют втроём, одна из партий почти всегда сводится к заполнению пустоты между двумя другими «гудением нескольких одних и тех же нот», звуча глупо и отвлекающе, когда её исполняет певица с наиболее ярким голосом (Партон). Плюс многие вокальные гармонии, согласно Гейтсу (например, в «Making Plans» и «I’ve Had Enough»), попросту не строят. Для уже многократно перепетых песен вроде «To Know Him Is to Love Him», «Hobo’s Meditation», «My Dear Companion», «Rosewood Casket» и «Farther Along», по мнению рецензента, следовало записывать лучшие либо существенно переосмысленные интерпретации, но трио не сделало ни того, ни другого. Оценив работу аккомпанирующих музыкантов как «стабильно свежую и вдохновляющую», критик резюмировал, что самим артисткам, вероятно, было веселее записывать этот альбом, чем всем остальным его слушать.
Ричард Харрингтон из газеты The Washington Post назвал Trio «долгожданным разочарованием», так как вопреки ожиданию чего-то особенного, в нём нет искры. Летаргический ремейк «To Know Him is To Love Him», по его оценке, оживает лишь благодаря гитарным соло Кудера, Ли и Линдли, однако не их коллаборации ждал слушатель. Две песни в стиле ньюграсс — «The Pain of Loving You» и «Making Plans» — согласно критику, звучат убедительнее, но в целом в продакшне Массенберга «чего-то не хватает». Выделив вокал Партон в эстетике high lonesome sound на «Making Plans» и «Those Memories of You», рецензент назвал жемчужиной сочинённую ей песню «Wildflowers». Среди прочего он отметил «изысканное и слегка наигранное» пение Ронстадт в поп-ориентированных треках «I’ve Had Enough» и «Telling Me Lies», сочтя их наиболее пригодными для радио, а на ниве традиционного материала — «жалобный и искренний» вокал Харрис в «My Dear Companion». Заметив, что «настоящее» трио звучит в альбоме только в двух из 11 треков, он констатировал, что артистки поют эмпатийно, убедительно и без эго, а их «разноцветные» голоса смешиваются естественно и легко.
Редакторы журнала Billboard коротко описали альбом как «потрясающе красивый на каждом треке», уверенно спрогнозировав «мгновенный» кроссовер в чартах. Журнал Cash Box назвал пластинку безоговорочным успехом, отметив, в частности, «почти идеальную» подборку материала, богатое нюансами пение исполнительниц (местами душераздирающее, например, в «Telling Me Lies»), цельное звучание их вокальных гармоний и высокий уровень аккомпанирующих музыкантов. Позднее издание поместило троицу на обложку одного из выпусков, проанализировав успех Trio в спецматериале. Так, Стивен Паджетт отметил, что Партон, Ронстадт и Харрис совершили невероятное: в эпоху хай-тека, бумбоксов и беспокойной политики Рейгана, они записали альбом аутентичной традиционной американской музыки с песнями про хобо, полевые цветы и отношения, ставший при этом чартбастером.
В статье для издания Stereo Review музыкальный критик Аланна Нэш указала на похоронный темп альбома, особенно заметный в песнях с основным вокалом Ронстадт: в «Hobo Meditation», которая сама по себе «звучит нелепо из уст трёх состоятельных женщин», а также в «Telling Me Lies» и «I’ve Had Enough», «сведённых трио до уровня заготовок». Однако даже «To Know Him is To Love Him» (с ведущей вокальной партией Харрис), по мнению журналистки, получилась «безжизненной и тяжеловесной». Оживляет пластинку согласно Нэш, пение Партон — как в песнях «The Pain of Loving You» и «Wildflowers» собственного авторства, так и в блюграсс-композиции «Those Memories of You» из репертуара Билла Монро. Рецензентка заключила, что альбом хоть и не шедевр, но является «шикарным образцом» женского гармонического пения, волнующих инструментальных соло, а также памятником упорству и чествованием долгой дружбы, что в современном мире встречается ещё реже, чем шедевры.
Критик Роберт Кристгау описал Trio как «захватывающий апофеоз гармонии» трёх голосов, которые прежде «процветали и торжествовали» по отдельности, а теперь сошлись в «прочувствованной коллаборации» в акустическом кантри-альбоме. По его оценке, Партон с её аутентичностью доминирует на пластинке, впервые за десятилетие освободившись от «сисек, гламура и электробарабанов». Харрис, будучи единственной из троицы, кто недавно осмеливался обратиться к своим музыкальным корням, в данном проекте, согласно Кристгау, звучит также глубокомысленно на переднем плане как и в своей фирменной роли бэк-вокалистки. Наконец, сравнив «большое и сочное контральто Ронстадт» с кукурузным пюре, рецензент отметил, что в этом альбоме оно скорее играет роль ароматной приправы.
Критик газеты The New York Times Джон Рокуэлл написал, что в Trio артистки установили новый стандарт гармонического пения в своём жанре, а сама запись является «наслаждением для ценителей». Согласно рецензенту, пластинка доставит удовольствие фанатам певиц и особенно тем, кого беспокоит, что Партон и Ронстадт слишком отошли от своих музыкальных корней в последние годы. Также релиз понравится тем, кто любит «настоящую, беззастенчиво, но изысканно поданную музыку кантри» и любые стили «эмоционально заряженного пения». Журналист отметил, что хотя сопрано Партон и особенно Харрис с годами изрядно «потрепались», голос Ронстадт, напротив, технически находится в лучшей чем-когда либо форме. Однако, по мнению Рокуэлла, выделить какую-то одну женщину или одно исполнение в альбоме — значит исказить суть этой работы, которая, очевидно, является плодом взаимной любви и совместных усилий.
Редактор газеты Los Angeles Times Крис Уилманн назвал пение Партон в песне «Those Memories of You» «одним из самых чувственных в поп-сезоне», отметив, что артистка звучит так хорошо и так реально, что «немедленно хочется простить ей все плохие фильмы и ужасные кроссоверы последнего десятилетия». Голоса Харрис и Ронстадт, по его словам, одинаково убедительны, а то, как сочетается вокал трёх певиц от песни к песне, никогда не повторяется. При этом Ронстадт, согласно критику, находится в альбоме в положении «лишней женщины» из-за того, насколько «шокирующе неразличимо» звучат Харрис и Партон (хотя обычно, напротив, принято сравнивать голоса Харрис и Ронстадт). Среди других сюрпризов он выделил почти полное отсутствие электрического аккомпанемента и современных кантри-атрибутов, а также разнообразие материала (от народных песен до современных баллад). В конечном счёте рецензент рекомендовал слушателю забыть всех новых традиционалистов, которые «на самом деле не традиционны совершенно», назвав Trio частью «подлинной ретро-революции».
По мнению редактора журнала People Ральфа Новака, сочетание голосов троицы настолько превосходно, что заставило бы звучать музыкально даже некрологи, но временами кажется, что именно их артистки и поют в альбоме, поскольку настроение всех 11 песен, кроме «The Pain of Loving You», крайне мрачное — без «перчинки» или оживления. Согласно обозревателю, положение могло быть не таким унылым, если бы многие композиции («Rosewood Casket», «I’ve Had Enough» и «Making Plans») не являлись банальным и безжизненными сами по себе (такой же стала и «To Know Him Is to Love Him», превращённая трио в драматическую балладу). Ситуацию на лонгплее, по мнению рецензента, можно было поправить включением более «игривого» материала вроде трека «Mr. Sandman», записанного трио в 1978 году. Похвалив работу продюсера и музыкантов, критик резюмировал, что альбом должен был стать шедевром, но вместо этого вышел просто приятным.
Обозреватель газеты The Orlando Sentinel Том Даффи, напротив, отметил, что несмотря на превалирующие в проекте трагические темы песен, Партон, Ронстадт и Харрис никогда не позволяют звучанию стать плаксивым, а эмпатия в их переплетённых вместе голосах невилирует всю горечь текстов. В целом, по мнению рецензента, сочетание высокого уровня музыкантов и «выдающегося» пения делает Trio «усладой ценителя кантри».

### Прочие оценки
Историк музыки кантри Роберт Оерманн в 2003 году назвал лонгплей «вехой в истории женской музыки», отметив, что Trio несёт выраженно женственное настроение, нарочитый аппалачский колорит, и вся сила и изысканность данного проекта, бесспорно, является результатом женского участия. Кантри-музыковед Билл Малоун в 2018 году оценил вокальные коллаборации Харрис, Ронстадт и Партон на дисках Trio и Trio II как «одни из превосходнейших моментов, запечатлённых на записи в современной музыке кантри». Музыкальный критик Патрик Карр в 1995 году охарактеризовал Trio как «один из лучших кантри-альбомов когда-либо созданных». По его мнению, этот «прекрасно спетый, изысканно скроенный и значимый альбом» объединил в себе все идеи и ценности новых традиционалистов, но по воплощению превзошёл это движение, став его кульминацией. В то же время проект, согласно Карру, имел и «тёмную сторону», показав насколько отчаянно неверными прежде были направления развития карьер Партон и Ронстадт, и чего их слушатели были лишены на протяжении более чем десятилетия.
Журнал Entertainment Weekly внёс Trio в составленный им перечень 25 Country Albums You Need to Hear (Even If You Hate Country Music) (2008). Аналогично издание Rolling Stone включило пластинку в свой список 50 Country Albums Every Rock Fan Should Own (2015). Кроме того, в 2022 году то же СМИ поставило лонгплей на 47-е место в собственном перечне The 100 Greatest Country Albums of All Time. Диск также вошёл в британский музыкальный альмах 1001 Albums You Must Hear Before You Die (2005). Вместе с тем кантри-телеканал CMT поместил саму троицу Партон, Ронстадт и Харрис в собственный список 10 Top Country Music Trios (2013). Заместитель же музыкального редактора газеты The Guardian Лора Снейпс в своём тематическом материале 2018 года отнесла трио к числу женских супергрупп.

## Награды и номинации
Trio получил ряд кантри-наград в рамках премий «Грэмми», CMA Awards и ACM Awards. Вдобавок он номинировался на «Грэмми» как «Альбом года», но проиграл диску The Joshua Tree группы U2. Аналогично на церемонии CMA Awards релиз уступил приз «Альбом года» лонгплею Рэнди Трэвиса Always & Forever (1987). На фоне успеха альбома Партон, Ронстадт и Харрис, наградами и номинациями также были отмечены авторы прозвучавших в нём песен «Telling Me Lies» и «To Know Him Is to Love Him».
Кроме того, в июне 2018 года Голливудская торговая палата объявила, что трио Партон, Ронстадт и Харрис присуждена звезда на Голливудской «Аллее славы». Тем не менее, согласно правилам почести, для открытия звезды лауреаты в течение двух лет с момента их оглашения должны сами назначить дату проведения торжественной церемонии. Однако троица необходимой инициативы не проявило, и по состоянию на 2025 год их звезда на аллее так и не установлена.

### Альбома и артистов
| Год  | Награда                    | Категория                                               | Номинанты                | Итог      | Прим.   |
| ---- | -------------------------- | ------------------------------------------------------- | ------------------------ | --------- | ------- |
| 1987 | Cash Box Awards            | «Новая вокальная группа» (кантри-альбомы)               | Партон, Ронстадт, Харрис | Победа    | [ 130 ] |
| 1987 | Music Week Awards          | «Лучший кантри-альбом»                                  | Trio                     | Победа    | [ 131 ] |
| 1987 | CMA Awards                 | «Альбом года»                                           | Trio                     | Номинация | [ 126 ] |
| 1988 | CMA Awards                 | «Вокальное событие года»                                | Trio                     | Победа    | [ 132 ] |
| 1988 | ACM Awards                 | «Альбом года»                                           | Trio                     | Победа    | [ 133 ] |
| 1988 | Премия «Грэмми»            | «Лучшее кантри-исполнение дуэтом или группой с вокалом» | Trio                     | Победа    | [ 134 ] |
| 1988 | Премия «Грэмми»            | «Альбом года»                                           | Trio                     | Номинация | [ 16 ]  |
| 1988 | Music City News Awards     | «Вокальная коллаборация года»                           | Trio                     | Победа    | [ 135 ] |
| 1988 | Music City News Awards     | «Альбом года»                                           | Trio                     | Номинация | [ 136 ] |
| 1988 | TNN Viewers' Choice Awards | «Любимый альбом»                                        | Trio                     | Номинация | [ 137 ] |
| 1988 | NARM Awards                | «Самый продаваемый кантри-альбом, записанный группой»   | Trio                     | Победа    | [ 138 ] |
| 1988 | Edison Pop Awards          | «Лучший зарубежный кантри-альбом»                       | Trio                     | Победа    | [ 139 ] |
| 2018 | Голливудская «Аллея славы» | «Индустрия звукозаписи»                                 | Партон, Ронстадт, Харрис | Номинация | [ 127 ] |
| 2021 | Зал славы «Грэмми»         | «Альбом»                                                | Trio                     | Победа    | [ 140 ] |

### Песен и авторов
| Год  | Награда            | Категория                     | Номинанты                                              | Итог      | Прим.   |
| ---- | ------------------ | ----------------------------- | ------------------------------------------------------ | --------- | ------- |
| 1988 | Премия «Грэмми»    | «Лучшая кантри-песня»         | «Telling Me Lies» (авторы — Линда Томпсон и Бетси Кук) | Номинация | [ 141 ] |
| 1988 | BMI Country Awards | Citation of Achievement Award | «To Know Him Is to Love Him» (Фил Спектор)             | Победа    | [ 142 ] |
| 1988 | BMI Country Awards | Citation of Achievement Award | «Telling Me Lies» (Линда Томпсон и Бетси Кук)          | Победа    | [ 142 ] |
| 1988 | BMI Country Awards | Citation of Achievement Award | «Those Memories of You» (Алан О’Брайант)               | Победа    | [ 142 ] |
| 1988 | BMI Country Awards | The Robert J. Burton Award    | «To Know Him Is to Love Him» (Фил Спектор)             | Победа    | [ 143 ] |

## Позиции в чартах и сертификации

### Альбом
Еженедельные чарты
| Чарт (1987)                              | Высшая позиция | Прим.   |
| ---------------------------------------- | -------------- | ------- |
| США (Billboard, Top Country Albums)      | 1              | [ 144 ] |
| США (Billboard 200)                      | 6              | [ 145 ] |
| США (Cash Box, Country Albums)           | 1              | [ 146 ] |
| США (Cash Box, Top 100 Albums)           | 6              | [ 147 ] |
| Канада (RPM, 100 Albums)                 | 4              | [ 148 ] |
| Великобритания (UK Albums Chart)         | 60             | [ 149 ] |
| Великобритания (UK Country Albums Chart) | 1              | [ 150 ] |
| Швеция (Swedish Albums Chart)            | 29             | [ 151 ] |
| Нидерланды (Dutch Album Top 100)         | 22             | [ 152 ] |
| Новая Зеландия (NZ Top 40 Albums)        | 6              | [ 153 ] |
| Австралия (Australian Albums)            | 12             | [ 154 ] |

Ежегодные чарты
| Год  | Чарт                                     | Позиция | Прим.   |
| ---- | ---------------------------------------- | ------- | ------- |
| 1987 | США (Billboard, Top Country Albums)      | 10      | [ 155 ] |
| 1987 | США (Billboard 200)                      | 62      | [ 156 ] |
| 1987 | США (Cash Box, Top 50 Country Albums)    | 7       | [ 157 ] |
| 1987 | США (Cash Box, Top 50 Pop Albums)        | 28      | [ 158 ] |
| 1987 | США (Cash Box, Top 20 Compact Discs)     | 20      | [ 159 ] |
| 1987 | Канада (RPM, Top 100 Albums)             | 29      | [ 160 ] |
| 1987 | Новая Зеландия (NZ Top 50 Albums)        | 43      | [ 161 ] |
| 1988 | США (Billboard, Top Country Albums)      | 20      | [ 162 ] |
| 1988 | США (Cash Box, Top 50 Country Albums)    | 39      | [ 163 ] |
| 1988 | Великобритания (UK Country Albums Chart) | 14      | [ 164 ] |

Сертификации
| Год                                                | Регион                 | Сертификации | Продажи          | Прим.   |
| -------------------------------------------------- | ---------------------- | ------------ | ---------------- | ------- |
| 1987                                               | США (RIAA)             | платиновый   | свыше 1 000 000* | [ 64 ]  |
| 1987                                               | Новая Зеландия (RIANZ) | золотой      | свыше 7 500*     | [ 165 ] |
| *Данные о продажах основаны только на сертификации |                        |              |                  |         |

### Синглы
Еженедельные чарты
| Год  | Сингл                        | Чарт                                          | Высшая позиция | Прим.   |
| ---- | ---------------------------- | --------------------------------------------- | -------------- | ------- |
| 1987 | «To Know Him Is to Love Him» | США (Billboard, Hot Country Songs)            | 1              | [ 166 ] |
| 1987 | «To Know Him Is to Love Him» | США (Cash Box, Country Singles)               | 1              | [ 167 ] |
| 1987 | «To Know Him Is to Love Him» | США (Radio & Records, Country Top 50)         | 1              | [ 168 ] |
| 1987 | «To Know Him Is to Love Him» | Канада (RPM, Country Singles)                 | 1              | [ 169 ] |
| 1987 | «To Know Him Is to Love Him» | Канада (RPM, Adult Contemporary)              | 1              | [ 170 ] |
| 1987 | «To Know Him Is to Love Him» | Нидерланды, Single Top 100                    | 62             | [ 171 ] |
| 1987 | «To Know Him Is to Love Him» | Австралия, Australian Singles                 | 54             | [ 172 ] |
| 1987 | «Telling Me Lies»            | США (Billboard, Hot Country Songs)            | 3              | [ 166 ] |
| 1987 | «Telling Me Lies»            | США (Billboard, Hot Adult Contemporary Tacks) | 35             | [ 173 ] |
| 1987 | «Telling Me Lies»            | США (Cash Box, Country Singles)               | 8              | [ 174 ] |
| 1987 | «Telling Me Lies»            | США (Radio & Records, Country Top 50)         | 4              | [ 168 ] |
| 1987 | «Telling Me Lies»            | Канада (RPM, Country Singles)                 | 6              | [ 175 ] |
| 1987 | «Telling Me Lies»            | Канада (RPM, Adult Contemporary)              | 6              | [ 176 ] |
| 1987 | «Those Memories of You»      | США (Billboard, Hot Country Songs)            | 5              | [ 166 ] |
| 1987 | «Those Memories of You»      | США (Cash Box, Country Singles)               | 7              | [ 177 ] |
| 1987 | «Those Memories of You»      | США (Radio & Records, Country Top 50)         | 5              | [ 168 ] |
| 1987 | «Those Memories of You»      | Канада (RPM, Country Singles)                 | 1              | [ 178 ] |
| 1988 | «Wildflowers»                | США (Billboard, Hot Country Songs)            | 6              | [ 166 ] |
| 1988 | «Wildflowers»                | США (Cash Box, Country Singles)               | 6              | [ 179 ] |
| 1988 | «Wildflowers»                | США (Radio & Records, Country Top 50)         | 8              | [ 180 ] |
| 1988 | «Wildflowers»                | Канада (RPM, Country Singles)                 | 8              | [ 181 ] |

Ежегодные чарты
| Год  | Сингл                        | Чарт                                         | Позиция | Прим.   |
| ---- | ---------------------------- | -------------------------------------------- | ------- | ------- |
| 1987 | «To Know Him Is to Love Him» | США (Cash Box, Country Singles)              | 12      | [ 182 ] |
| 1987 | «To Know Him Is to Love Him» | США (Radio & Records, Country Top 87 of ‘87) | 7       | [ 183 ] |
| 1987 | «To Know Him Is to Love Him» | Канада (RPM, Top 100 Country Singles)        | 3       | [ 184 ] |
| 1987 | «Telling Me Lies»            | США (Radio & Records, Country Top 87 of ‘87) | 74      | [ 183 ] |
| 1987 | «Telling Me Lies»            | Канада (RPM, Top 100 Country Singles)        | 84      | [ 184 ] |
| 1987 | «Those Memories of You»      | Канада (RPM, Top 100 Country Singles)        | 72      | [ 184 ] |
| 1988 | «Wildflowers»                | США (Radio & Records, Country Top 88 of ‘88) | 80      | [ 185 ] |

## Трек-лист
| №   | Название                     | Автор(ы)                                           | Основной вокал         | Длительность |
| --- | ---------------------------- | -------------------------------------------------- | ---------------------- | ------------ |
| 1.  | «The Pain of Loving You»     | Долли Партон, Портер Вагонер                       | Харрис                 | 2:32         |
| 2.  | «Making Plans»               | Джонни Рассел, Вони Мориссон                       | Партон                 | 3:36         |
| 3.  | «To Know Him Is to Love Him» | Фил Спектор                                        | Харрис                 | 3:48         |
| 4.  | «Hobo's Meditation»          | Джимми Роджерс                                     | Ронстадт               | 3:17         |
| 5.  | «Wildflowers»                | Долли Партон                                       | Партон                 | 3:33         |
| 6.  | «Telling Me Lies»            | Линда Томпсон, Бетси Кук                           | Ронстадт               | 4:26         |
| 7.  | «My Dear Companion»          | народная; аранжировка Джен Ричи                    | Харрис                 | 2:55         |
| 8.  | «Those Memories of You»      | Алан О'Брайант                                     | Партон                 | 3:58         |
| 9.  | «I've Had Enough»            | Кейт Макгерригл                                    | Ронстадт               | 3:30         |
| 10. | «Rosewood Casket»            | народная; аранжировка Ави Ли Партон                | Партон                 | 2:59         |
| 11. | «Farther Along»              | народная; аранжировка Джон Старлинг, Эммилу Харрис | Харрис Партон Ронстадт | 4:10         |

## Персонал
Музыканты
- Акустический бас (Ferrington) — Кенни Эдвардс (треки: 1—3, 5, 7, 8, 10), Лиланд Склар (4)
- Электрический бас — Кенни Эдвардс (6)
- Акустическая гитара — Альберт Ли (1—3, 6, 10, 11), Эммилу Харрис (1, 5, 7), Джон Старлинг (4), Марк О’Коннор (5, 7), Дэвид Линдли (6)
- Акустическая соло-гитара — Альберт Ли (1, 8), Марк О’Коннор (7)
- Акустическая ритм-гитара — Джон Старлинг (8)
- Акустическая гитара (нэшвиллский строй) — Альберт Ли (2, 11)
- Тремоло-гитара — Рай Кудер (3)
- Гавайская гитара (Kona) — Дэвид Линдли (3), Стив Фишелл (8)
- Добро — Стив Фишелл (4)
- Педал-стил — Стив Фишелл (1, 6)
- Банджо — Херб Педерсен (4)
- Мандолина — Альберт Ли (5, 7), Дэвид Линдли (1—3, 8), Марк О’Коннор (10)
- Автоарфа — Дэвид Линдли (5, 7)
- Harpolek — Дэвид Линдли (5)
- Дульцимер — Дэвид Линдли (10)
- Виолончель — Джоди Бёрнетт (9)
- Виолончель (солирование) — Деннис Кармазин (9)
- Альт — Марк О’Коннор (1, 2, 5, 7), Айлин «Нови» Новог (9)
- Фиддл — Марк О’Коннор (2, 8)
- Кларнет — Марти Кристалл (9)
- Флейта — Брайс Мартин (9)
- Концертмейстер — Чарльз Вил (6)
- Фисгармония — Билл Пэйн (11)
- Орган Хаммонда — Билл Пэйн (11)
- Акустическое фортепиано — Билл Пэйн (6, 9, 11)
- Электрофортепиано — Билл Пэйн (6)
- Оркестровки и дирижирование — Дэвид Кэмпбелл (6, 9)
- Ударные — Расс Канкел (1—3, 5, 6, 8)
- Вокальные аранжировки — Херб Педерсен (4, 6)

Продакшн
- Продюсирование и звукозапись — Джордж Массенберг
- Музыкальный консультант — Джон Старлинг
- Ассистент звукоинженера — Шэрон Райс
- Координатор производства — Лиза Эдвардс
- Арт-дирекшн и дизайн — Кош и Рон Ларсон
- Фотография — Роберт Блейкман
- Мастеринг — Даг Сакс

## Видеоматериалы
- Newton, Dione (2016). Sisters in Country: Dolly, Linda and Emmylou (Documentary) (англ.). UK: BBC Four.

## Комментарии
1. ↑  Как вспоминал Боба Ханка, который в то время был топ-менеджером в компании Happy Sack Production, работавшей с Харрис (а затем и с Партон), это произошло 9 сентября 1975 года (Ханка лично встречал в аэропорту Партон и отвозил домой к Харрис)[7].
2. ↑  Наряд Ронстадт обошёлся в $ 11,000, Партон — в $ 5,000, а Харрис — в $ 3,500[32].
3. ↑  Награда присуждалась отдельно в альбомной и сингловой категориях, отражая успех артистов в соответствующих чартах журнала. В рамках сингловой лауреатом стала группа Highway 101[129].
4. ↑  В этой категории чествуются несколько десятков кантри-песен, получивших за прошедший год (в данном случае — с 1 апреля 1987-го по 31 марта 1988-го) наибольшие ротации.
5. ↑  В этой категории чествуется одна кантри-песня, получившая за прошедший год (в данном случае — с 1 апреля 1987-го по 31 марта 1988-го) наибольшие ротации (победитель определяется из нескольких десятков самых ротируемых композиций года, отмеченых наградой Citation of Achievement).